# Aghios Panteleímon
Aghios Panteleímon (Agios Panteleimon Marathóna) är en ort i Grekland.   Den ligger i prefekturen Nomarchía Anatolikís Attikís och regionen Attika, i den sydöstra delen av landet, 28 km nordost om huvudstaden Aten. Aghios Panteleímon ligger 7 meter över havet och antalet invånare är 1 591.
Terrängen runt Aghios Panteleímon är kuperad åt nordväst, men österut är den platt. Havet är nära Aghios Panteleímon åt sydost.  Närmaste större samhälle är Khalándrion, 18,9 km sydväst om Aghios Panteleímon. 